# Вилоу Лејк (Јужна Дакота)
Вилоу Лејк (енгл. Willow Lake) град је у америчкој савезној држави Јужна Дакота.

## Демографија
По попису из 2010. године број становника је 263, што је 31 (-10,5%) становника мање него 2000. године.
| Група             | 2000.       | 2010.       |
| Белци             | 276 (93,9%) | 241 (91,6%) |
| Афроамериканци    | 0 (0,0%)    | 0 (0,0%)    |
| Азијати           | 0 (0,0%)    | 0 (0,0%)    |
| Хиспаноамериканци | 0 (0,0%)    | 21 (8,0%)   |
| Укупно            | 294         | 263         |